# Pociello
Pociello és un llogarret que pertany al municipi de Capella, Comunitat autònoma de l'Aragó, província d'Osca, comarca de la Ribagorça. És dins la Franja de Ponent. Es troba a 545 msnm. L'any en 2004 tenia 15 habitants. S'hi parla un aragonès de transició al català amb molts trets fonètics catalans, mentre que a la població veïna de Llaguarres es parla català i a la de Capella ja es parla aragonés. El topònim Pociello prové de 'pozo' amb el diminutiu -iello, és a dir, 'pou petit'.

## Llocs d'interès
- Església parroquial, en honor de Sant Pere.
- Ermita del Miralpeix, d'origen romànic.
- Ermita de San Sebastián.